# Guy Dollé
Guy Dollé (nascido em 31 de outubro de 1942 em Roye-sur-Matz, França) foi o CEO da Arcelor.